# Maisel-Synagoge

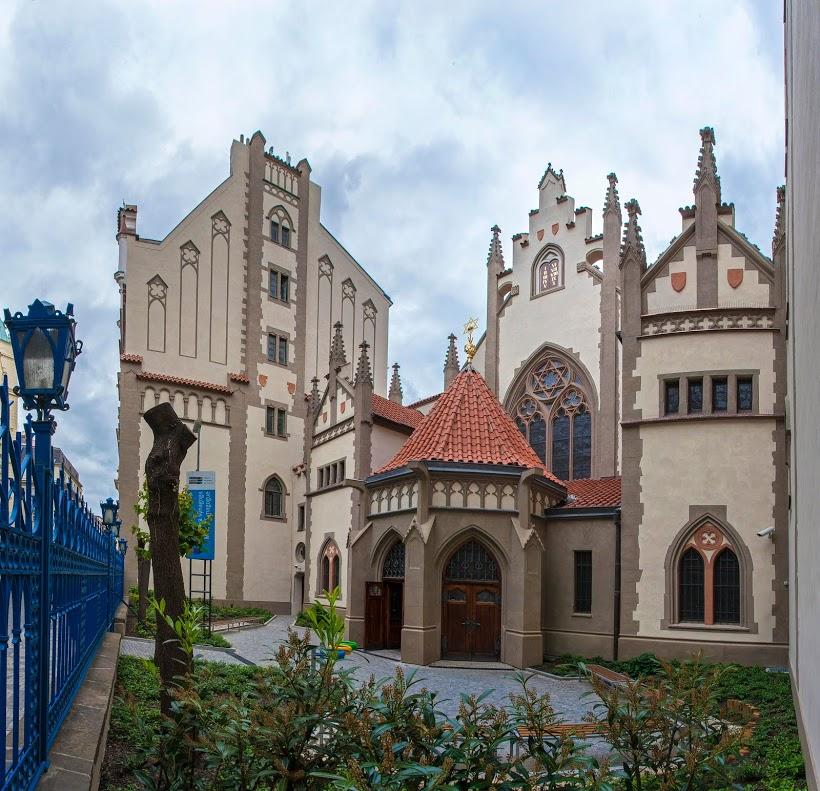
Maisel-Synagoge

Die Maisel-Synagoge (tschechisch Maiselova synagoga) ist eine im 17. Jahrhundert errichtete und inzwischen profanierte Synagoge in der Maiselgasse (Maiselova) 10 im Prager Judenviertel Josefstadt. Sie ist Bestandteil des Jüdischen Museums und stellt die jüdische Geschichte Böhmens vom 10. bis ins 18. Jahrhundert vor.

## Geschichte
1590 kaufte der Bankier und Primas der jüdischen Gemeinde Mordechai Maisel ein Grundstück im Süden der Prager Judenstadt, um dort eine eigene private Synagoge errichten zu lassen. 1591 wurde ihm das dazu erforderliche Sonderrecht von Kaiser Rudolf II. erteilt. 1592 wurde die Synagoge bereits eingeweiht. Die Pläne stammten von Juda Tzoref de Herz. Zur damaligen Zeit war die Maisel-Synagoge die größte von Prag. Sie war im Renaissancestil errichtet und besaß 20 Pfeiler. Mordechai Maisel stattete sie reich mit Ritualgegenständen aus. Auch eine Fahne, die er nach dem Vorbild der Altneu-Synagoge durch ein weiteres Privileg Rudolf II. besaß, war hier untergebracht.
Der ursprüngliche, prächtige Bau fiel 1689 einem Brand zum Opfer, der große Teile des Viertels zerstörte. Bis 1691 wurde die Synagoge wieder aufgebaut, allerdings um ein Drittel verkleinert und mit einem Tonnengewölbe baulich verändert. Die Seitenschiffe erhielten beim Neubau Emporen. 
Von 1862 bis 1864 wurde die Maisel-Synagoge durch den Architekten J. M. Wertmüller umgebaut. Schließlich erhielt sie von 1895 bis 1905 nach Plänen von Alfred Grotte ihr heutiges neugotisches Aussehen. Durch die Veränderungen im Straßennetz, die durch die Sanierung der heruntergekommenen Judenstadt entstanden, wurde der Eingang von der Ostseite auf die Westseite verlegt.
Während des Zweiten Weltkrieges wurde in der Maisel-Synagoge „arisiertes“ jüdisches Eigentum gelagert. 

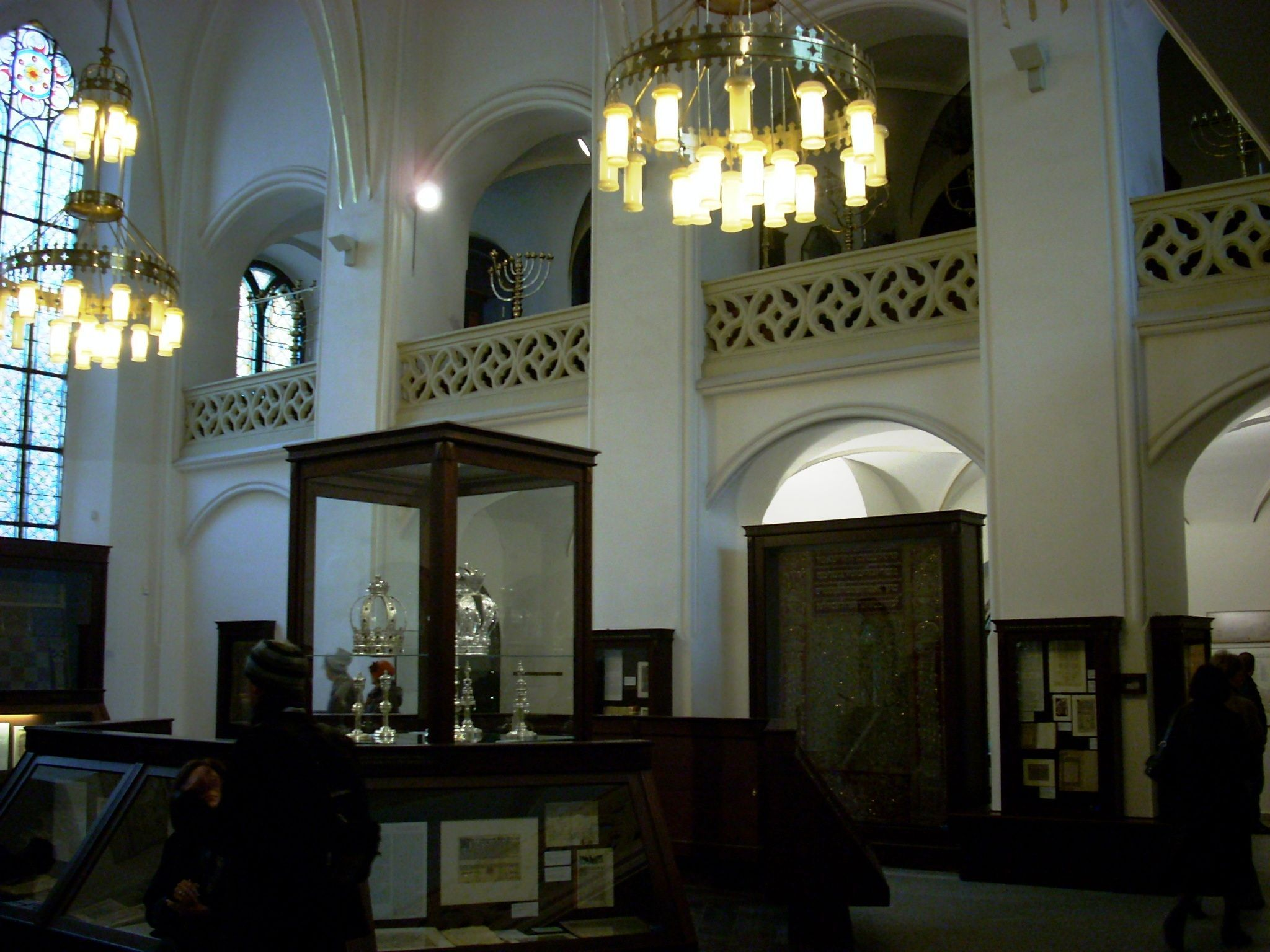
Innenraum mit Ausstellung

Seit 1955 steht die Synagoge unter der Verwaltung des Jüdischen Museums. Nachdem sie zunächst ein Depot des Museums war, wurde sie 1963/64 renoviert. Von 1965 bis 1988 befand sich hier eine Dauerausstellung über jüdische Kultgegenstände aus Böhmen und Mähren. Nach der Schließung und erneuten Renovierung 1994/95 ist hier seit 1996 eine Ausstellung zur älteren jüdischen Geschichte Böhmens zu sehen. 2014/15 wurde das Gebäude technisch renoviert und die historische Farbgebung der Fassade wiederhergestellt.